# Salem (Oregon)
Pour les articles homonymes, voir Salem.
Salem (/ˈseɪ.ləm/) est la capitale de l’État de l’Oregon, aux États-Unis, et le siège du comté de Marion. Sa population s’élevait à 154 637 habitants lors du recensement de 2010, estimée à 173 442 habitants en 2018. Salem s’étend au centre de la fertile vallée de la Willamette.
Le nom Salem est dérivé de l'hébreu biblique Shalaim qui signifie paix. Historiquement, Salem a eu pour surnom « Ville Cerise » en rapport aux festivals de cerises qui y avaient lieu périodiquement durant le XXe siècle.

## Histoire
Le nom amérindien de la région était Chemketa, dont le nom signifiait « lieu de rencontre ou de repos » et se prononçait Chim-i-ki-ti en kalapuya central, la langue des Amérindiens Kalapuyas. Il est préservé à travers le nom du Chemeketa Community College.
Le premier établissement de colons dans la région fut la mission Jason Lee en 1840. En 1842, les missionnaires établirent l’Institut de l’Oregon à l’endroit qui allait devenir le centre de Salem. La mission fut dissoute en 1844 et le projet de ville établi. On ne sait pas avec certitude qui a choisi le nom de la ville mais il s'agirait soit de l'homme politique David Leslie, originaire de Salem dans le Massachusetts, soit de W. H. Willson, qui dessina les plans de la ville entre 1850 et 1851.
En 1851, succédant à Oregon City, Salem devint, conjointement avec Corvallis, une des deux capitales de l’État. Depuis 1855, Salem est l'unique capitale de l'État. En 1857 elle fut incorporée comme ville.
Le deuxième capitole de l’Oregon fut construit en 1876 sur le site de l’original. Le style architectural du bâtiment était basé en partie sur le Capitole des États-Unis et reçut son dôme en 1893 mais le bâtiment subit un incendie le 25 avril 1935, en conséquence de quoi un troisième capitole fut construit au même endroit en 1938.

## Géographie

### Démographie
| Groupe            | Salem | Oregon | États-Unis |
| ----------------- | ----- | ------ | ---------- |
| Blancs            | 79,0  | 83,7   | 72,4       |
| Autres            | 10,1  | 5,3    | 6,2        |
| Métis             | 4,3   | 3,8    | 2,9        |
| Asiatiques        | 2,7   | 3,7    | 4,8        |
| Afro-Américains   | 1,5   | 1,8    | 12,6       |
| Amérindiens       | 1,5   | 1,4    | 0,9        |
| Océaniens         | 0,9   | 0,4    | 0,2        |
| Total             | 100   | 100    | 100        |
|                   |       |        |            |
| Latino-Américains | 20,3  | 11,8   | 16,7       |

Selon l'American Community Survey, pour la période 2011-2015, 78,50 % de la population âgée de plus de 5 ans déclare parler anglais à la maison, alors que 16,75 % déclare parler l'espagnol, 0,78 % une langue polynésienne (principalement le marshallais), 0,57 % une langue chinoise et 2,75 % une autre langue.

### Divisions administratives

#### Quartiers
Salem compte dix-neuf associations de quartier reconnues par la municipalité, qui leur fournit un soutien administratif,.
- Central Area
- Croisan-Illahe
- East Lancaster
- Faye Wright
- Grant
- Highland
- Lansing
- Morningside
- Northeast
- Northeast Salem
- Northgate
- North Lancaster
- South Central
- Southeast Mill Creek
- South East Salem
- South Gateway
- South Salem
- Sunnyslope
- West Salem

### Climat
| Mois                                  | jan.     | fév.     | mars     | avril   | mai     | juin    | jui.    | août    | sep.    | oct.    | nov.     | déc.     | année    |
| ------------------------------------- | -------- | -------- | -------- | ------- | ------- | ------- | ------- | ------- | ------- | ------- | -------- | -------- | -------- |
| Température minimale moyenne (°C)     | 2,1      | 2,2      | 3,5      | 5       | 7,9     | 10,4    | 12,8    | 12,7    | 10,3    | 6,6     | 3,9      | 1,7      | 6,6      |
| Température moyenne (°C)              | 5,6      | 6,7      | 8,6      | 10,7    | 14,3    | 17,1    | 20,7    | 20,7    | 17,8    | 12,4    | 7,9      | 5,2      | 12,3     |
| Température maximale moyenne (°C)     | 9,1      | 11,2     | 13,8     | 16,4    | 20,6    | 23,7    | 28,6    | 28,7    | 25,3    | 18,2    | 12       | 8,6      | 18       |
| Record de froid (°C) date du record   | −23 1950 | −20 1950 | −11 1971 | −5 1968 | −4 1954 | 0 1976  | 2 1932  | −1 1920 | −3 1972 | −7 1919 | −13 1955 | −21 1972 | −23 1950 |
| Record de chaleur (°C) date du record | 20 1899  | 22 1968  | 27 1947  | 34 1926 | 38 1983 | 47 2021 | 42 1941 | 42 1981 | 40 1988 | 34 1970 | 23 2010  | 22 1929  | 47 2021  |
| Précipitations (mm)                   | 154,4    | 115,3    | 110,5    | 79,2    | 57,2    | 31,8    | 6,4     | 9,9     | 37,1    | 88,1    | 151,1    | 177      | 1 018    |
| dont neige (cm)                       | 3,3      | 7,4      | 0        | 0       | 0       | 0       | 0       | 0       | 0       | 0       | 0,3      | 3,6      | 14,6     |
| Nombre de jours avec précipitations   | 18,2     | 15,9     | 17,5     | 15,7    | 11,6    | 8       | 2,3     | 3,2     | 6,4     | 12,5    | 17,7     | 18,9     | 147,9    |
| Nombre de jours avec neige            | 0,9      | 0,8      | 0        | 0       | 0       | 0       | 0       | 0       | 0       | 0       | 0,1      | 0,9      | 2,7      |

| Diagramme climatique                                  |              |              |           |             |              |             |             |              |             |            |           |
| J                                                     | F            | M            | A         | M           | J            | J           | A           | S            | O           | N          | D         |
| 9,12,1154,4                                           | 11,22,2115,3 | 13,83,5110,5 | 16,4579,2 | 20,67,957,2 | 23,710,431,8 | 28,612,86,4 | 28,712,79,9 | 25,310,337,1 | 18,26,688,1 | 123,9151,1 | 8,61,7177 |
| Moyennes : • Temp. maxi et mini °C • Précipitation mm |              |              |           |             |              |             |             |              |             |            |           |

## Personnalités liées à la ville
- Carolyn B. Shelton (1876-1936), femme politique américaine, y est morte.

## Jumelage
- Kawagoe (Japon)